# Christian Hummert

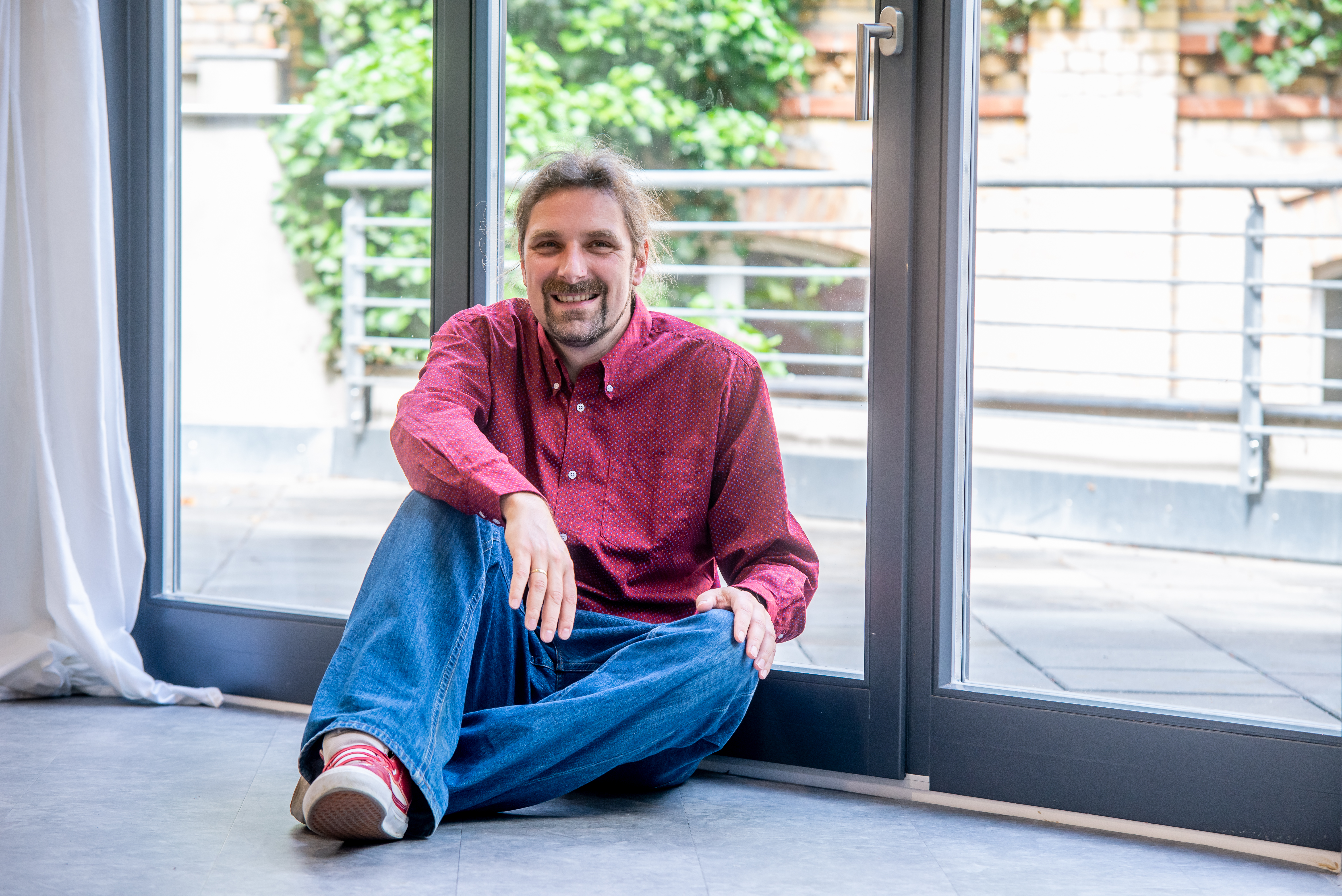
Christian Hummert im Juni 2022

Christian Hummert (* 14. März 1979 in Lingen (Ems)) ist ein deutscher Wissenschaftler und Hochschullehrer. Er ist seit Oktober 2021 Forschungsdirektor und Geschäftsführer der Agentur für Innovation in der Cybersicherheit des Bundesministeriums des Innern und für Heimat und des Bundesministeriums der Verteidigung.

## Leben
Christian Hummert wuchs in Schüttorf in Niedersachsen auf. Er studierte Informatik und Philosophie an der Universität Ulm. 2014 promovierte er zum Doktor der Naturwissenschaften an der Friedrich-Schiller-Universität Jena. Seine Arbeit im Fachgebiet Bioinformatik beschäftigt sich mit der Varianzanalyse von Genexpressionsdaten. Er hat von 2009 bis 2015  für das Landeskriminalamt Thüringen als Sachverständiger für IT-Forensik gearbeitet und dort Datenträger ausgewertet und Gutachten für Gerichtsverhandlungen verfasst. Dabei war Hummert auch mit Spuren des Nationalsozialistischen Untergrunds (NSU) befasst. Dazu hat Hummert vor dem Zweiten NSU-Untersuchungsausschuss des Deutschen Bundestags und dem Zweiten NSU-Untersuchungsausschuss des Thüringer Landtags ausgesagt. Von 2015 bis 2018 war Hummert Professor für IT-Sicherheit / Digitale Forensik an der Hochschule Mittweida. Dort war er Studiendekan und leitete eine zehnköpfige Forschungsgruppe, die sich unter anderem mit Malware Analyse und der Forensik von eingebetteten Systemen befasste. Von 2018 bis 2021 war er Geschäftsfeldleiter für das Geschäftsfeld „Digitale Forensik“ in der Zentralen Stelle für Informationstechnik im Sicherheitsbereich (ZITiS). Am 1. Oktober 2021 wurde Christian Hummert zum Forschungsdirektor der Agentur für Innovation in der Cybersicherheit des Bundesministeriums der Verteidigung und des Bundesministeriums des Innern, für Bau und Heimat berufen. Hummert ist Honorarprofessor an der Hochschule Mittweida und Lehrbeauftragter an der Ludwig-Maximilians-Universität München.

## Wissenschaftliche Tätigkeit
Christian Hummert forscht zur Digitalen Forensik. Er war Koordinator des von der Europäischen Union im Horizont 2020 Programm geförderten Projekts Formobile. Das Großprojekt mit 19 Partnern aus 15 Nationen beschäftigte sich damit eine lückenlose forensische Beweiskette für die Forensik auf mobilen Endgeräten zu schaffen. Im Rahmen des Projekts wurde auch ein Standard für die Mobilfunkforensik in der Europäischen Union geschaffen. Dabei handelt es sich um CWA 17865:2022. Hummert war Chairman des Komitees zur Erstellung des Standards.
In einem Artikel zur Zukunft der ZITiS fordert Hummert die Stärkung eigenstaatlicher Fähigkeiten im Bereich der Cybersicherheit und Lösungen, die einen hohen ethischen und rechtsstaatlichen Anspruch sicherstellen, da solche Lösungen die Grundrechte der Bürger berühren.

## Privates
Hummert ist verheiratet und Vater von sieben Kindern. Er lebt mit seiner Familie in Thüringen.

## Werke (Auswahl)
- Christian Hummert, Dirk Pawlaszczyk (Hrsg.): Mobile Forensics – The File Format Handbook. Springer, Cham 2022, ISBN 978-3-03098466-3, doi:10.1007/978-3-030-98467-0 (englisch).
- Wilfried Karl, Christian Hummert: Digitale Souveränität: Die Rolle der ZITiS in der deutschen Cybersicherheitsarchitektur. In: Datenschutz und Datensicherheit – DuD. Band 45, Nr. 4, April 2021, S. 223–228, doi:10.1007/s11623-021-1423-4.